# LaMonica Garrett
LaMonica Garrett (San Francisco, 23 maggio 1975) è un attore statunitense.
È famoso soprattutto per aver interpretato i ruoli di Mike Ritter nella serie TV Designated Survivor e di Monitor e la sua controparte malvagia Anti-Monitor nell'Arrowverse.

## Biografia

### Primi anni
Nato a San Francisco, LaMonica Garrett ha preso il nome dall'ex quarterback degli Oakland Raiders, Daryle Lamonica, di cui i suoi genitori erano fan. Durante il liceo, Garrett era un giocatore di football. Si è poi trasferito a Los Angeles con la famiglia dove ha voluto perseguire una carriera nel mondo dello spettacolo. Nel frattempo, ha lavorato come driver FedEx per pagarsi le lezioni di recitazione. Garrett ha anche un passato come giocatore di Slamball, un ibrido tra la pallacanestro e il football americano. Durante questo periodo, è diventato il capocannoniere del campionato e uno dei quattro giocatori del team All Slamball.

### Carriera d'attore
Mentre era ancora un giocatore di Slamball, Garrett ha ottenuto un ruolo in un episodio di One Tree Hill che aveva una trama legata allo Slamball. In seguito, ha firmato con un agente e ha continuato a ottenere ruoli minori in programmi televisivi come Hawthorne, CSI: Miami e NCIS, oltre ad aver partecipato a film come Transformers 3. Nel 2011, Garrett ha incominciato il ruolo ricorrente di vice sceriffo Cane nella serie TV Sons of Anarchy dov'è apparso in 17 episodi dal 2011 al 2014.
Nel 2016, Garrett ha ottenuto due ruoli chiave; il primo, come il tenente TAO Cameron Burke nella serie The Last Ship, e il secondo come l'agente dei servizi segreti Mike Ritter in Designated Survivor. Il personaggio di Mike Ritter è diventato uno dei preferiti dai fan e Garrett è rimasto nella serie per tutte le prime due stagioni, fino alla sua prima cancellazione. Quando lo show è stato ripescato da Netflix, Garrett ha confermato su Twitter che dopo "lunghe trattative" non sarebbe tornato a causa di vincoli di budget. Nel 2018, è stato scelto per interpretare il personaggio della DC Comics, Mar Novu/The Monitor nell'evento crossover dell'"Arrowverse" intitolato Elseworlds su The CW, che collegava le trame di The Flash, Arrow, Supergirl e Legends of Tomorrow. Nel 2019 l'attore è tornato ad interpretare il personaggio e anche la sua controparte malvagia, l'Anti-Monitor, nel nuovo crossover dell'Arrowverse del periodo 2019-2020 intitolato Crisi sulle Terre infinite ed ispirato all'omonima serie a fumetti della DC Comics.

## Vita privata
Garrett ha sposato l'attrice Mina Ivanova il 27 aprile 2017.

## Filmografia

### Attore

#### Cinema
- The Blues, regia di Dominick Morales (2003)
- Transformers 3, regia di Michael Bay (2011)
- Be Somebody, regia di Joshua Caldwell (2016)
- Mouthpiece, regia di David Merritt II (2016)
- XOXO, regia di Christopher Louie (2016)
- Primal, regia di Nick Powell (2019)
- Clemency, regia di Chinonye Chukwu (2019)

#### Televisione
- Football Wives - serie TV, regia di Bryan Singer (2007)
- One Tree Hill - serie TV, episodio 6x09 (2008)
- Eastwick - serie TV, episodio 1x06 (2009)
- 10 cose che odio di te (10 Things I Hate About You) - serie TV, episodio 1x18 (2010)
- DialStar - serie TV, episodio 1x01 (2010)
- Hawthorne - Angeli in corsia (Hawthorne) - serie TV, 2 episodi (2010)
- Dark Blue - serie TV, 2 episodi (2010)
- Parenthood - serie TV, episodio 2x07 (2010)
- Sons Of Anarchy - serie TV, 17 episodi (2011-2014)
- CSI: Miami - serie TV, episodio 9x10 (2011)
- Single Ladies - serie TV, episodio 1x02 (2011)
- NCIS - Unità anticrimine (NCIS) - serie TV, episodi 9x08-9x09 (2011)
- Suits - serie TV, episodio 2x09 (2012)
- Political Animals - serie TV, 3 episodi (2012)
- The Situation - serie TV, episodio 1x07 (2012)
- Mike & Molly - serie TV, 2 episodi (2012-2013)
- Arrested Development - Ti presento i miei (Arrested Development) - serie TV, episodio 4x14 (2013)
- The Game - serie TV, 3 episodi (2013)
- NCIS: Los Angeles - serie TV, episodio 5x14 (2014)
- Revenge - serie TV, episodio 4x04 (2014)
- Bones - serie TV, episodio 10x07 (2014)
- Getting On - serie TV, episodio 2x04 (2014)
- Modern Family - serie TV, episodio 6x10 (2014)
- Veep - Vicepresidente Incompetente (Veep) - serie TV, episodio 4x04 (2015)
- Rizzoli & Isles - serie TV, episodio 6x01 (2015)
- Mr. Robinson - serie TV, 2 episodi (2015)
- The Hotwives of Las Vegas - serie TV, 7 episodi (2015)
- Untitled NBA Project - telefilm (2015)
- Filthy Preppy Teen$ - serie TV, episodio 1x02 (2016)
- Black-ish - serie TV, 2 episodi (2016)
- Now We're Talking - serie TV, episodio 1x04 (2016)
- Designated Survivor - serie TV, 43 episodi (2016-2018)
- The Last Ship - serie TV, 15 episodi (2016-2018)
- I'm Sorry. - serie TV, episodio 1x01 (2017)
- The Flash - serie TV, 4 episodi (2018)
- Arrow - serie TV, 9 episodi (2018-2020)
- Supergirl - serie TV, 5 episodi (2018-2019)
- Legends of Tomorrow - serie TV, 2 episodi (2019-2020)
- Batwoman - serie TV, episodio 1x09 (2019)
- Curb Your Enthusiasm - serie TV, episodio 10x05 (2021)
- Delilah - serie TV, episodio 1x02 (2021)
- Brooklyn Nine-Nine - serie TV, episodio 8x06 (2021)
- Fantasy Island - serie TV, episodio 1x06 (2021)
- 1883 - miniserie TV, 10 puntate (2021-2022)
- The Terminal List - serie TV (2022-in corso)
- Lioness (Lioness) - serie TV (2023-in corso)

### Doppiatore
- Call of Duty: Modern Warfare - videogioco (2019)

## Doppiatori italiani
Nelle versioni in italiano delle opere in cui ha recitato, LaMonica Garrett è stato doppiato da:
- Roberto Fidecaro in The Flash, Arrow, Supergirl, Batwoman, Legends of Tomorrow
- Marco Vivio in Sons of Anarchy, 1883
- Stefano Alessandroni in CSI: Miami, Lioness
- Francesco Bulckaen in Designated Survivor, The Terminal List
- Fabio Boccanera in NCIS - Unità anticrimine
- Marco De Risi in Suits
- Francesco De Francesco in NCIS: Los Angeles
- Alberto Angrisano in Revenge
- Carlo Scipioni in XOXO
- Roberto Certomà in The Last Ship

Come doppiatore è stato sostituito da:
- Diego Baldoin in Call of Duty: Modern Warfare